# Rimswell
Rimswell är en ort och civil parish i Storbritannien.   Den ligger i kommunen East Riding of Yorkshire och riksdelen England, i den sydöstra delen av landet, 250 km norr om huvudstaden London. Rimswell ligger 12 meter över havet och antalet invånare är 235.
Terrängen runt Rimswell är mycket platt. Havet är nära Rimswell åt nordost. Runt Rimswell är det ganska tätbefolkat, med 139 invånare per kvadratkilometer. Närmaste större samhälle är Grimsby, 19,8 km söder om Rimswell. Trakten runt Rimswell består till största delen av jordbruksmark.